# Tenome

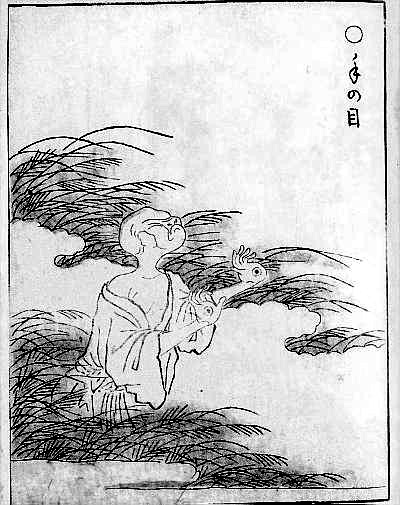
"Tenome" del Gazu Hyakki Yagyō por Toriyama Sekien.

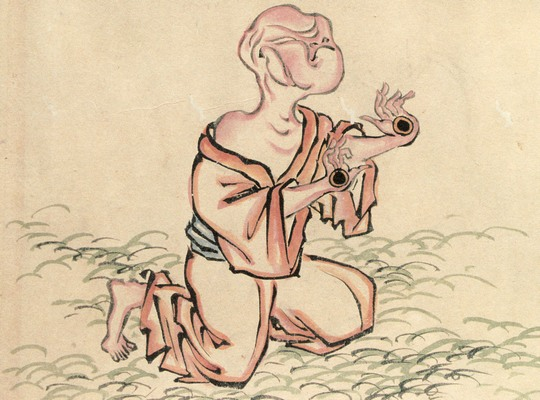
El "teme-bōzu", un yōkai de Tenome, del Hyakki Yagyō Emaki de la Biblioteca de Yatsuhiro (Kumamoto).

Tenome (手の目, ojos de mano) es un yōkai de la mitología japonesa que aparece en el Gazu Hyakki Yagyō ("El desfile ilustrado de la noche de cientos de demonios") del artista japonés Toriyama Sekien.

## Concepto
Tiene el aspecto de un zatō, es decir, un hombre ciego. Dado que en el período Edo, una persona ciega no podía encontrar trabajo si no fuera por los gremios designados por el shogun, en el que asignada a cada grupo de gente un tipo de trabajo, estos tenían el monopolio como masajistas, acupunturistas y la práctica biwa (laúd). Por lo tanto, un zato es un masajista o tutor de biwa.
Una característica que lo diferencia es que sus ojos están localizados en las palmas de sus manos.
En el yōkai emaki, del periodo Tenpō Hyakki Yagyō Emaki de la Biblioteca Matsui en Yatsuhiro, Kumamoto, tiene la etiqueta de teme-bōzu (手目坊主, "ojo-mano") El "Bakemonozukushi" (化物づくし) (por Kōichi Yumoto) también tiene una representación de algo que parece ser del mismo diseño del Tenome de Sekien.
El investigador en yōkai Katsumi Tada da la interpretación que estos dibujos del Tenome y otros son un juego de palabras de la frase "bake no kawa ga hageru" (una expresión que significa "para revelar el carácter verdadero de cada uno", literalmente significando "antes que darse a conocer del todo uno es capaz de disfrazarse"). La escena de los ojos en una mano levantada representarían la expresión famosa "teme o ageru" (literalmente "echar una vistazo a alguien") significando revelar los trucos de una persona.

## Leyendas
En la colección de kaidan, del Shokoku Hyaku Monogatari del Período Edo (1677), hay un setsuwa (historia) titulado ばけ物に骨をぬかれし人の事, "Cómo un monstruo sacó los huesos a una persona") que fue ilustrado con un yōkai que tenía un ojo en cada mano, y este monstruo se cree que está diseñado en base al Tenome de Sekien. La historia cuenta que un joven entró en el cementerio de noche, animado por sus amigos, para probar su valor. De las sombras sale un anciano. Cuando se acercó lo suficiente, vio que tenía los ojos en las manos y que iba a por él. El joven corrió todo lo que pudo hasta un templo cercano donde rezó a los sacerdotes del santuario. El sacerdote lo escondió en un gran baúl y luego se escondió él. El monstruo entró en el templo buscando al joven. Los ruidos se acercaban a él hasta que se pararon junto al baúl. Entonces se escuchó un extraño sonido, como si sorbieran y chuparan. Poco después, ese sonido paró y volvió el silencio. Cuando el sacerdote abrió el baúl para liberar al joven, todo lo que quedaba era la piel flácida de este. Le habían succionado los huesos del cuerpo.
Según el Iwate no Yōkai Monogatari por Yoshio Fujisawa, una leyenda afirma que en la Prefectura de Iwate,  hay un cuento sobre el Tenome. Un viajero andaba a lo largo de las llanuras por la noche cuando una persona ciega se acercó a él. Esta persona tenía un ojo en cada palma de la mano, y estos ojos parecían estar buscando algo. El viajero corrió fruto del miedo, y se refugió en una posada. Después de contarle al dueño de la posada lo que había visto, el dueño contestó que en un sitio cercano hacía unos cuantos días, un ciego fue asesinado y atracado, y que el ciego mientras agonizaba en la hierba, lamentó: "¡Si solo pudiera echar un vistazo a sus caras! Mis ojos no pueden ver, si solo tuviera ojos en las palmas de mis manos...". La muerte llena de rencor del viejo ciego es lo que le hizo renacer como un yokai, con ojos en las palmas tal y como deseó. De modo similar en Echigo, se dice que un Tenome había aparecido después de que un hombre ciego fuese asesinado.

## En la cultura popular
- El laberinto del fauno: En la película Hispano Mexicana dirigida por Guillermo del Toro, el personaje principal (Ofelia), en la segunda prueba que le encomienda el fauno, debe recuperar una daga de la guarida de un personaje conocido como "el Hombre Pálido", el cual se parece al Tenome.
- Release From Agony: En la portada del álbum de Release From Agony de la banda alemana de thrash metal Destruction muestra un Tenome colgado de un IV.
- En Aaahh!!! Monstruos reales: Uno de los personajes principales, Krumm está basado en la criatura.
- Cuphead: Uno de los jefes de Cuphead, llamado Espectro Ciego, está inspirado en un Tenome.
- El Tenome aparece como monstruo en el juego de rol Pathfinder.[7]
- En el videojuego de Roblox The Mimic el personaje Kyogi está basado en Tenome.
- Aparece en la película La Gran Guerra Yokai (The Great Yokai War) de 2005.